# Miguel Borges

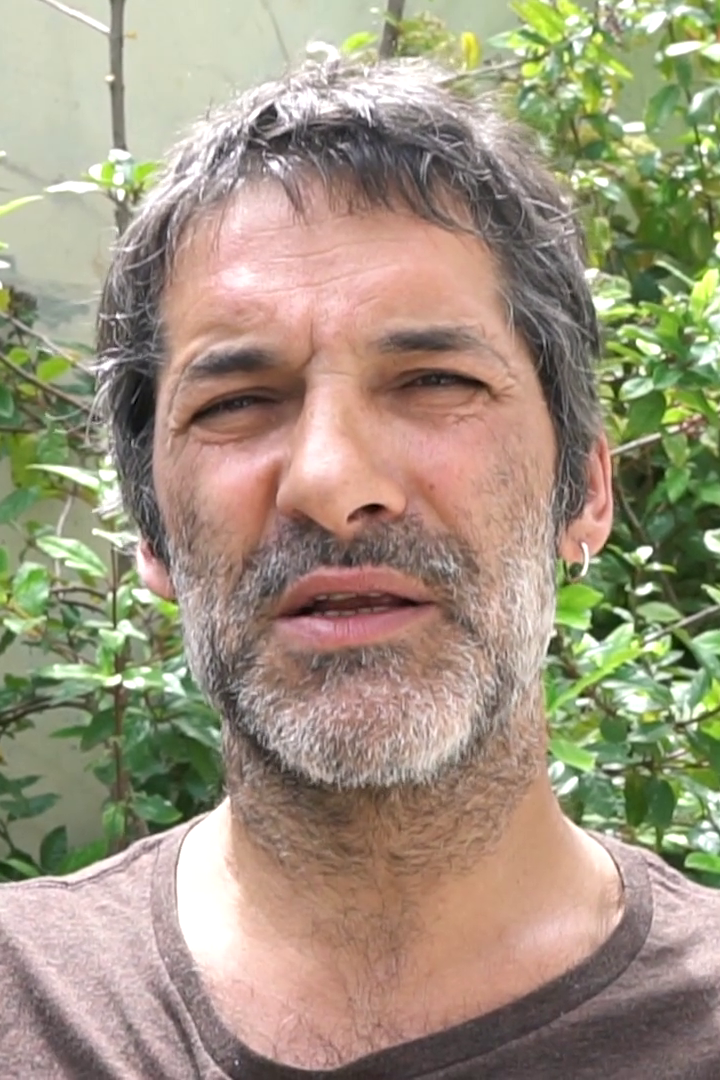
Miguel Borges (2018)

Miguel Borges (* 7. September 1966 in Portugal) ist ein portugiesischer Schauspieler.

## Leben
Er absolvierte ein Schauspielstudium an der Lissabonner Theater- und Filmhochschule Escola Superior de Teatro e Cinema. Seit den frühen 1990er Jahren spielt er regelmäßig Rollen sowohl im Theater als auch im Film.
Im Theater engagierte er sich zunächst in kleinen und experimentellen Projekten und ging nur nach und nach auch zu etablierten Compagnien, wie das Teatro da Cornucópia oder die Artistas Unidos. Mit Américo Silva gründete er ein eigenes Theaterensemble, das Tá Safo.
Filmrollen übernahm er nahezu durchgehend, bevorzugt in Autorenfilmen und Literaturverfilmungen, besonders häufig für den experimentierfreudigen Edgar Pêra. Nur gelegentlich spielte er dabei auch in internationalen Produktionen. Im Fernsehen trat er von Beginn an immer wieder auf, allerdings vergleichsweise selten.
Für seine Rolle in Luís Filipe Rochas portugiesisch-brasilianischem Film Cinzento e Negro (2015) gewann er erstmals mehrere Auszeichnungen, darunter den Prémio Sophia als Bester Schauspieler, den er 2022 nochmal erhielt, für seine Darstellung in Artur Ribeiros prämiertem Historiendrama Terra Nova.

## Filmografie (Auswahl)
- 1993: Sozinhos em Casa (Fernsehserie, 1 Folge)
- 1994: Manual de Evasão; Regie: Edgar Pêra
- 1994: Geschwister (Três Irmãos); Regie: Teresa Villaverde
- 1995: Dans la cour des grands; Regie: Florence Strauss
- 1997: A Janela Não É a Paisagem; Regie: Edgar Pêra
- 1999: ...Quando Troveja; Regie: Manuel Mozos
- 1999: Jornalistas (Fernsehserie, 1 Folge)
- 2000: Branca de Neve; Regie: João César Monteiro
- 2000: Alta Fidelidade (Fernsehfilm); Regie: Tiago Guedes, Frederico Serra
- 2001: A Janela (Maryalva Mix); Regie: Edgar Pêra
- 2001: Água e Sal; Regie: Teresa Villaverde
- 2001: Serviço Público (Fernsehserie)
- 2002: António, Um Rapaz de Lisboa, Regie:Jorge Silva Melo
- 2003: Kommen und Gehen (Vai e Vem); Regie: João César Monteiro
- 2004: Só Gosto De Ti (Fernsehserie, 2 Folgen)
- 2004: Maria E as Outras; Regie: José de Sá Caetano
- 2004: Sudwestern; Regie: Edgar Pêra
- 2005: Um Tiro no Escuro; Regie: Leonel Vieira
- 2006: Coisa Ruim; Regie: Tiago Guedes, Frederico Serra
- 2008: Casos da Vida (Fernsehserie, 1 Folge)
- 2008: Veneno Cura, Regie: Raquel Freire
- 2008: Arte de Roubar; Regie: Leonel Vieira
- 2010: Bandidas (Kurzfilm); Regie: Francisco Antunez
- 2012: Liberdade 21 (Fernsehserie, 1 Folge)
- 2012: Lines of Wellington – Sturm über Portugal; Regie: Valeria Sarmiento (auch Miniserie)
- 2012: Maternidade (Fernsehserie, 2 Folgen)
- 2013: Depois do Adeus (Fernsehserie, 26 Folgen)
- 2013: Herculano (Kurzfilm); Regie: Sérgio Graciano
- 2014: Os Filhos do Rock (Fernsehserie, 4 Folgen)
- 2014: Pára-me De Repente o Pensamento; Regie: Jorge Pelicano
- 2014: Lisbon Revisited; Regie: Edgar Pêra
- 2014: Virados do Avesso; Regie:  Edgar Pêra (auch Miniserie)
- 2015: Capitão Falcão; Regie: João Leitão
- 2015: Cinzento e Negro; Regie: Luís Filipe Rocha
- 2016: Jeunesse; Regie: Julien Samani
- 2016: Uma Vida à Espera; Regie: Sérgio Graciano
- 2016: Os Boys (Fernsehserie, 4 Folgen)
- 2016: Delírio em Las Vedras; Regie: Edgar Pêra
- 2017: Coup de Grâce (Kurzfilm); Regie: Salomé Lamas
- 2017: Nascido em Angola; Regie: Rui Goulart
- 2018: Allein an der Front (Soldado Milhões); Regie: Gonçalo Galvão Teles, Jorge Paixão da Costa (auch Miniserie)
- 2018: Ruth; Regie: António Pinhão Botelho  (auch Miniserie)
- 2018: Pedro e Inês; Regie: António Ferreira
- 2018: Carga; Regie: Bruno Gascon
- 2018: Parque Mayer; Regie: António-Pedro Vasconcelos
- 2018–2020: Onde Está Elisa? (Fernsehserie, 21 Folgen)
- 2019: Tristeza e Alegria na Vida das Girafas; Regie: Tiago Guedes
- 2019: 522. Un gato, un chino y mi padre; Regie: Paco R. Baños
- 2019: Land im Sturm (A Herdade); Regie: Tiago Guedes (auch Miniserie)
- 2020: Zacarias’ Weg (Mosquito); Regie: João Nuno Pinto (auch Miniserie)
- 2020: Terra Nova; Regie: Artur Ribeiro (auch Miniserie)
- 2020: Ordem Moral; Regie: Mário Barroso (auch Miniserie)
- 2021: Sombra; Regie: Bruno Gascon (auch Miniserie)
- 2021: Kinorama - Cinema Fora de Órbita; Regie: Edgar Pêra
- 2021: Glória (Fernsehserie, 2 Folgen)
- 2022: Salgueiro Maia - O Implicado; Regie: Sérgio Graciano
- 2023: The Nothingness Club - Não Sou Nada; Regie: Edgar Pêra
- 2023: Cavalos de Corrida (Fernsehserie, 8 Folgen)
- 2023: Projeto Delta (Fernsehserie, 5 Folgen)